# Tohat, Maramureș
Tohat, mai demult Feconda (în maghiară Szamostóhát) este o localitate componentă a orașului Ulmeni din județul Maramureș, Transilvania, România.

## Istoric
Numele vechi al localității este Feconda.
Prima atestare documentară: 1424 (Thohath).

## Etimologie
Etimologia numelui localității: din magh. Tohat (< magh. tó „lac, tău” + hát „dos, spate”).

## Demografie
La recensământul din 2011, populația era de 270 locuitori.

## Lăcașe de cult
Biserica veche de lemn care era amplasată în centrul satului a fost mutată din calea Someșului care își schimba cursul înspre sat pentru a nu fi luată de ape in 1890 într-o locatie mai ferită (numită de localnici „după sat”). Biserica s-a refacut pe un teren donat bisericii de către poetul Petru Dulfu, lângă casa parintească a acestuia. Odată cu biserica s-a mutat și cimitirul satului, părinții poetului fiind primii înmormântați in noua locație. 
Ulterior biserica a fost reconstruită din piatră de către meșterul local de biserici Ionică Tohătan (care a construit 17 biserici). Construcția bisericii noi a durat aproape 20 de ani, din 1951-1971. După inaugurarea noii biserici, vechea biserică a fost demolată.
În prezent, preotul paroh al satului este Cosmin Tohătan, nepot al lui Ionică Tohătan. 

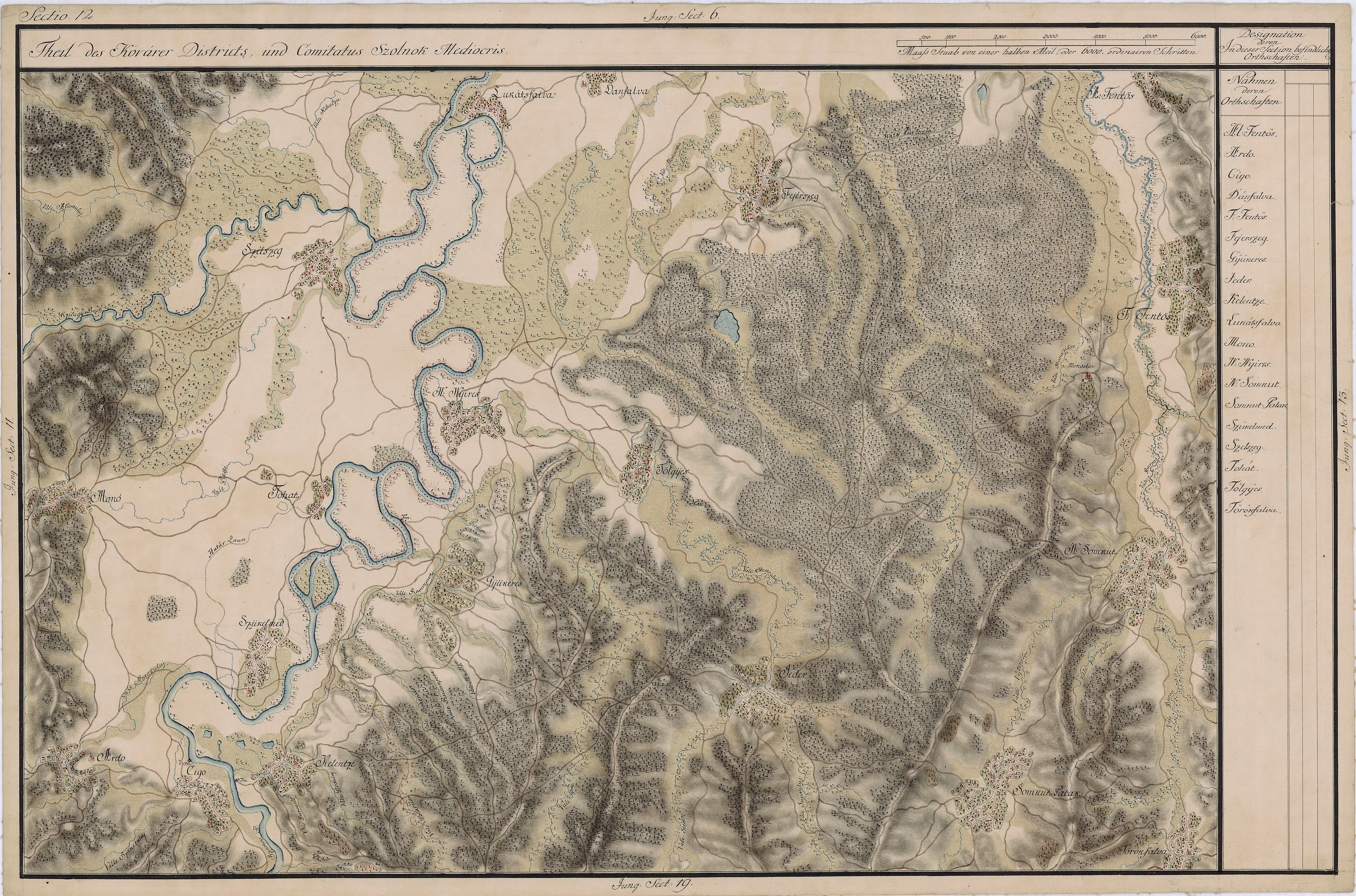
Tohat în Harta Iosefină a Transilvaniei

## Personalități
- Petre Dulfu (n. 10 martie 1856, Tohat, pe atunci în comitatul Sălaj – d. 31 octombrie 1953, București), culegător de basme și folclor, profesor, traducător și doctor în filozofie.
- Petru Bran (n. 1821 – d. 1877), născut în comuna Tohat (fostă în Sălaj, actualmente în Maramureș). Cu studii teologice la Blaj, a fost instalat paroh-protopop de Satu Mare în data de 7 august 1857. De aici înainte a introdus în biserică predica și liturghia în limba română. A militat pentru înființarea unei catedre de limba română la Liceul din Satu Mare și a reușit începând cu anul 1859 să devină primul profesor de limba română la această instituție de învățământ.[4]
- Laurențiu Bran (n. 1865, în Tohat, comitatul Sălaj, azi județul Maramureș – d. 1942), preot greco-catolic român, primul traducător al unor poezii de Mihai Eminescu într-o limbă străină (limba maghiară).